# Annelie Drewsen
Annelie Birgitta Drewsen, född 5 april 1980 i Spånga i Stockholm, är en svensk författare, frilansjournalist och lärare. 2021 valdes hon in i Svenska Barnboksakademin på stol nummer 7.
Drewsens skönlitterära författarskap började med de parallellspråkiga bilderböckerna om Adam, barnboken Stella får ett syskon och de lättlästa ungdomsböckerna om Amina. Hon har även skrivit lättlästa böcker för vuxna. Som journalist skriver hon framför allt om skolrelaterade frågor. Hon har ett särskilt engagemang för nyanlända människor vilket märks både i hennes författarskap och i att hon deltar i debatt om nyanländas villkor. Hon har också genomfört många skrivprojekt för nyanlända.
2013 drev Annelie Drewsen ett läsprojekt på Ross Tensta gymnasium som belönades med Europeiska kvalitetsutmärkelsen för språkundervisning. I projektet medverkade även Katarina Lycken Rüter och Lina Pilo. 2016–2019 var Drewsen styrelseledamot i BULT, barn- och ungdomslitterära sektionen av Sveriges författarförbund. 2019 blev Annelie Drewsen projektledare och drev tillsammans med Gunilla Lundgren det välkända arbetet Nobel i Rinkeby och Tensta där grundskoleelever varje år läser och möter Nobelpristagare i litteratur. 2023 klev Katarina Lycken Rüter in i projektet och från och med 2024 drivs det gemensamt av Annelie Drewsen och Katarina Lycken Rüter.
2019 års Karin Söders Selma Lagerlöf-stipendium tilldelades Annelie Drewsen tillsammans med Cilla Dalén för deras bok Selma Lagerlöf – Ett liv.
2022 mottog Annelie Drewsen för Prinsen av Porte de la Chapelle Nils Holgersson-plaketten för 2021 års bästa barn- eller ungdomsbok med motiveringen
Annelie Drewsens ”Prinsen av Porte de la Chapelle” belönas med Nils Holgersson-plaketten då den med ett vackert språk och poetiska formuleringar ger en förståelse för hur det kan vara att vara på flykt. Drewsen beskriver lättillgängligt hur situationen kan se ut för människor som tror sig funnit ett nytt hem i Sverige men som blir tvungna att lämna landet. Det är en berörande och ärlig roman om en ung människa som kämpar för att skapa något eget i en obarmhärtig tillvaro. Drewsen gestaltar genom korta fragmentariska scener en närvaro av stress och påtaglig osäkerhet. Berättelsen är direkt och mycket drabbande och väjer inte för det mörka i de utsattas position. Samtidigt belyser den även hjärtevärmande omtanke hos de människor som vill hjälpa till, samt att den lyfter fram den fina vänskapen som kan uppstå i situationer där det behövs som mest.